# Roseli Feitosa
Roseli Amaral Feitosa (* 15. März 1989 in São José do Rio Preto) ist eine brasilianische Boxerin. Sie wurde 2010 Weltmeisterin der Amateurboxerinnen im Halbschwergewicht.

## Werdegang
Roseli Feitosa spielte in ihrer Jugend Volleyball. Nach der Aufnahme einer Arbeit als Hotelangestellte in São Paulo begann sie, des körperlichen Ausgleichs wegen, mit dem Boxen. Sie erwies sich dabei als so talentiert, dass sie schon vier Monate nach dem Trainingsbeginn Wettkämpfe bestreiten konnte. Im Jahre 2007 startete sie erstmals bei der brasilianischen Meisterschaft der Frauen. Sie kam dabei im Mittelgewicht bis in das Halbfinale, in dem sie allerdings gegen Erica Cabrera nach Punkten verlor.
2008 wurde sie vom brasilianischen Box-Verband bei der Panamerikanischen Meisterschaft in Port of Spain auf Trinidad & Tobago eingesetzt. Dort erreichte sie ebenfalls das Halbfinale, in dem sie gegen Yenebier Guillen aus der Dominikanischen Republik aber nach Punkten verlor (4:11). 2009 kam Roseli Feitosa bei der brasilianischen Meisterschaft im Mittelgewicht in das Finale. In diesem lieferte sie sich mit Danielle Batierre ein ausgeglichenes Gefecht, das sie äußerst knapp bei Punktgleichstand von 25:25 verlor. Sie wurde trotzdem wieder bei der Panamerikanischen Meisterschaft in Guayaquil eingesetzt. Sie siegte dort in ihrem ersten Kampf über Chimere Taylor aus Trinidad & Tobago nach Punkten (12:1), unterlag aber im Halbfinale gegen die Weltmeisterin Ariane Fortin aus Kanada nach Punkten (6:18).
Das Jahr 2010 sah dann eine stark verbesserte Roseli Feitosa. Sie wurde im Mittelgewicht mit einem Punktsieg über die mehrfache Landesmeisterin Andreia Bandeira (13.9) brasilianische Meisterin. Bei der Panamerikanischen Meisterschaft in Brasília startete sie erstmals im Halbschwergewicht und belegte dort mit einem klaren Punktsieg im Finale über Melinda Watpool aus Kanada (11:3) den 1. Platz. Bei der Weltmeisterschaft in Bridgetown/Barbados trat sie wieder in dieser Gewichtsklasse an und galt keineswegs als Favoritin, da sie im internationalen Ring mehr oder weniger immer noch Anfängerin war. Sie zeigte in Bridgeport aber hervorragende Kämpfe und besiegte in ihrem ersten Kampf Muhatia Mediahi aus Kenia klar nach Punkten(22:2). Danach siegte sie auch über die erfahrenen Boxerinnen Selma Yağcı aus der Türkei (16:3) und Timea Nagy aus Ungarn (14:6) klar nach Punkten. Im Finale ließ sie dann auch Marina Wolnowa aus Kasachstan keine Chance und besiegte diese mit 11:3 nach Punkten. Mit 21 Jahren war sie damit Weltmeisterin. Es war zugleich der erste Weltmeistertitel für Brasilien bei den Männern und Frauen im Amateurbereich.

## Internationale Erfolge
| Jahr | Platz | Wettbewerb                                      | Gewichtsklasse | Ergebnis |
| 2008 | 3.    | Panamerikanische Meisterschaft in Port of Spain | Mittel         | nach Punktniederlage im Halbfinale gegen Yenebier Guillen, Dom. Rep.                                                                                       |
| 2009 | 3.    | Panamerikanische Meisterschaft in Guayaquil     | Mittel         | nach Punktsieg über Chimere Taylor, Trinidad & Tobago (12:1) u. Punktniederlage gegen Ariane Fortin, Kanada (6:18)                                         |
| 2010 | 1.    | Panamerikanische Meisterschaft in Brasília      | Halbschwer     | nach Punktsieg im Endkampf über Melinda Watpool, Kanada (11:3)                                                                                             |
| 2010 | 1.    | WM in Bridgetown/Barbados                       | Halbschwer     | nach Punktsiegen über Muhatia Mediahi, Kenia (22:2), Selma Yağcı, Türkei (16:3), Timea Nagy (Boxerin), Ungarn (14:6) und Marina Wolnowa, Kasachstan (12:3) |

## Brasilianische Meisterschaften
| Jahr | Platz | Gewichtsklasse | Ergebnis                                                            |
| 2007 | 3.    | Mittel         | nach Punktniederlage im Halbfinale gegen Erica Cabrera (6:10)       |
| 2009 | 2.    | Mittel         | nach Punktniederlage im Halbfinale gegen Danielle Batierre (25:25+) |
| 2010 | 1.    | Mittel         | nach Punktsieg im Finale über Andreia Bandeira (13:9)               |

## Erläuterungen
- WM = Weltmeisterschaft
- Mittelgewicht, bis 75 kg, Halbschwergewicht bis 81 kg Körpergewicht